# قطعنامه ۱۷۸۹ شورای امنیت
قطعنامه ۱۷۸۹ شورای امنیت سازمان ملل متحد که در تاریخ ۱۴ دسامبر ۲۰۰۷ تصویب شد، سندی بین‌المللی دربارهٔ بررسی وضعیت در قبرس است. این قطعنامه طی نشست ۵۸۰۳ام با ۱۵ رای موافق، ۰ مخالف و ۰ ممتنع تصویب شد.